# الحبس (حبيش)

تعديل مصدري - تعديل

الحبس محلة تابعة لقرية الكداف، التابعة لعزلة الناحية بمديرية حبيش إحدى مديريات محافظة إب في الجمهورية اليمنية، بلغ تعداد سكانها 22 حسب تعداد اليمن لعام 2004.